# François Charette-Duval
Pour les articles homonymes, voir Charette et Duval.
François Charette-Duval, né le 28 septembre 1807 à Weert, Pays-Bas, et mort à Etterbeek le 11 février 1895, est un peintre, un aquarelliste et un lithographe belge.

## Biographie

### Famille
Jean François Henri Charette-Duval, né à Weert, aux Pays-Bas, le 28 septembre 1807, est le fils de François Henri Charette-Duval (1762-1845), natif de Coutances, en France, capitaine, récompensé à l'issue de la bataille de Waterloo, puis maître magasinier des vivres en fourrage à Amsterdam, et de Marie Joséphine Van Haelen, née à Weert en 1765, et morte à Bruxelles en 1853, mariés à Maastricht en 1798. 
François Charette-Duval épouse à Saint-Josse-ten-Noode, le 10 septembre 1850, Aline Marie Françoise Joseph Wodon (née à Namur en 1820 et morte à Etterbeek en 1909). Deux filles naissent de leur mariage : Céline (1851) et Marie Valentine (1853),.

### Formation
François Charette-Duval est étudiant à l'Académie royale des beaux-arts de Bruxelles.

### Carrière
François Charette-Duval participe à partir de 1836 aux salons triennaux belges. Vers 1838, il est peintre de la Société royale de Flore de Bruxelles et, en 1856, l'un des seize membres fondateurs de la Société royale belge des aquarellistes.
François Charette-Duval, demeure rue de l'Orangerie à Bruxelles, puis, vers 1839, il s'établit boulevard de l'Abattoir, où son frère aîné, Charles Henri est commissaire surveillant, et où il réside jusque vers 1870.
François Charette-Duval, meurt, à l'âge de 87 ans, à la chaussée d'Etterbeek, à Etterbeek, où il réside depuis environ 1870, le 11 février 1895.

## Œuvre

### Caractéristiques
Peintre de fleurs et de fruits, François Charette se spécialise dans les aquarelles.

### Expositions

#### Expositions triennales belges
- Salon de Bruxelles de 1836 : Bouquet de fleurs[5].
- Salon d'Anvers de 1837 : Un Bouquet de roses et un cadre renfermant quatre études de fleurs à l'aquarelle[8].
- Salon de Bruxelles de 1839 : Vase avec fleurs[9].
- Salon de Bruxelles de 1842 : Fleurs et fruits[10].
- Salon de Bruxelles de 1845 : Fleurs, fruit et gibier et Deux pigeons et un bouquet de fleurs[11].
- Salon d'Anvers de 1846 : Fleurs et fruits et Bouquet d'auricules[12].
- Salon de Gand (XX) de 1847 : Fleurs et fruits[7].
- Salon de Bruxelles de 1848 : Fleurs et fruits[13].
- Salon de Bruxelles de 1851 : L'Écharpe en danger, L'Offrande à la Vierge et une aquarelle Bouquet de fleurs[14].
- Salon d'Anvers de 1852 : Bouquet de fleurs (aquarelle)[15].
- Salon de Bruxelles de 1854 : Fleurs et fruits[16].
- Salon d'Anvers de 1855 : Fleurs et fruits (aquarelle)[17].
- Salon de Bruxelles de 1857 : Fleurs et fruits (peinture) et Fleurs et fruits (aquarelle)[18].
- Salon d'Anvers de 1858 : Fleurs et fruits (peinture) et Fleurs et fruits (aquarelle)[19].
- Salon de Bruxelles de 1860 : Fleurs et fruits[20].
- Salon d'Anvers de 1861 : Fleurs et fruits (peinture) et Fleurs et fruits (aquarelle)[21].
- Salon de Bruxelles de 1863 : Fleurs et fruits (peinture) et Fleurs (aquarelle)[22].
- Salon d'Anvers de 1864 : Fleurs et fruits (peinture)[23].
- Salon de Bruxelles de 1866 : Fleurs (peinture) et Fleurs (aquarelle)[24].
- Salon de Bruxelles de 1869 : Fruits (aquarelle)[25].
- Salon de Bruxelles de 1872 : Bouquet de roses et accessoires, Fleurs, fruits et accessoires et Bouquet de fleurs (trois aquarelles)[26].
- Salon d'Anvers de 1873 : Fleurs de printemps et accessoires et Fleurs (aquarelle)[27].
- Salon de Gand de 1874 (XXIX) : Fleurs et accessoires et Oiseaux, insectes et plantes exotiques (aquarelles)[28].
- Salon de Bruxelles de 1875 : Fleurs et accessoires, Fleurs, fruits et accessoires et Bouquet de fleurs[29].
- Salon de Bruxelles de 1881 : Fleurs, fruits et accessoires (aquarelle)[30].
- Salon de Bruxelles de 1884[4].

#### Expositions de la Société royale belge des aquarellistes
- Exposition I de 1856 : Fleurs, Fruits[6].
- Exposition VI de 1864 : Des Fleurs[31].
- Exposition VIII de 1866 : quatre dessins, dont Jour de deuil[32].
- Exposition IX de 1867 : Fleurs et fruits (dessin)[33].
- Exposition XII de 1871 : Bouquet de fleurs et des natures mortes[34].
- Exposition XV de 1874[35].

#### Exposition horticole
Exposition horticole de Bruxelles du 10 au 12 juin 1838 : plusieurs peintures.

#### Exposition européenne
- Salon de Lyon de 1860 : Fleurs et fruits[37].

### Collections muséales
Ses œuvres sont conservées par le Musées royaux des Beaux-Arts de Belgique (Fleurs et fruits (huile sur bois, acquise en 1850, no 1062 et le Musée royal des Beaux-Arts d'Anvers (Nature morte aux fleurs (1870).